# 南信地方

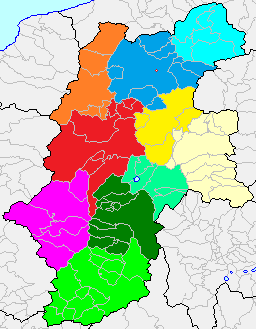
■青系色：北信地方（水色：北信地域、青：長野地域）
■黄系色：東信地方（黄色：上田地域、薄黄：佐久地域）
■赤系色：中信地方（オレンジ：北アルプス地域、赤：松本地域、マゼンタ：木曽地域）
■緑系色：南信地方（薄緑：諏訪地域、抹茶色：上伊那地域、黄緑：南信州地域）

南信地方（なんしんちほう）とは、長野県の南部（木曽地域を除く）の地域を指す。 

## 範囲
- 諏訪地域・上伊那地域・南信州地域

諏訪湖から伊那谷までの天竜川流域一帯を総めた範囲。一般的分類としての南信地方。中央自動車道沿線にあたる。県庁が地域区分をする時や、学校間のスポーツ大会にも用いられる。長野県立高校の第3学区の区域に該当する。
- 上伊那地域・南信州地域

狭義では伊那谷の一帯で、飯田線沿線。伊那地方（いなちほう）と呼ばれる事もある。更に、飯田を中心とする下伊那郡を南信州（みなみしんしゅう）、「飯伊（はんい）地域」と呼ぶ事がある。
特に自然地理や交通では、中央本線・甲州街道・中山道の沿線に当たる諏訪地域を、むしろ伊那地方とは区別して、「松本諏訪地方」として、気象区分など「長野県中部」に区分することもある。
- 木曽・伊那（上伊那地域・南信州地域・木曽地域）

木曽地域は天竜川流域ではないので、南信地方には含まれないが、（糸魚川静岡構造線より西側に位置しており）観光ガイドでは木曽・伊那として括られることがある。天気予報でも、木曽と上下伊那が一組で「長野県南部」に区分されている。

## 概要
諏訪湖周辺および天竜川流域に位置し、西を木曽山脈に、東を赤石山脈（中央構造線）に挟まれた地方である。
長野県に属するが、日本海側である北信地方との繋がりは中信地方以上に浅い。戦国時代には武田信玄や徳川家康（江戸入封前）の所領だった地域で、中央本線沿線の松本地域と山梨県、天竜川流域で遠州灘沿岸（静岡県遠江地域と愛知県東三河地域）との繋がりが深い。遠江や東三河との間では行政面の交流が活発であり、「三遠南信」という自治体間の交流圏を形成している。
特に南端部に位置する矢作川（上村川）流域の根羽村や平谷村は、隣接する愛知県豊田市等の自治体との関わりが深い。

## 自然地理
（→伊那谷、木曽谷、諏訪盆地）

## 歴史

### 古代
律令制度下で五畿七道が整備され、東山道伊那郡・諏訪郡に属した。令制国では、伊那谷と諏訪盆地の一帯が諏方国として分立した時期もあったが、短い年月で信濃国に編入された。

### 中世・近世
戦国時代には武田信玄の所領になった。武田信玄と徳川家康の抗争に由来する地名として、兵越峠がある。
江戸時代になると、現在の上伊那郡のうち太田切川・分杭峠以北の地域（一部除く）は高遠藩の所領となり、下伊那郡は飯田町周辺の地域で飯田藩、残りの地域から上伊那南部にかけて幕府領（一部地域に白河藩領、高須藩領なども）、諏訪郡は高島藩の所領となった。また、江戸時代から明治時代に渡って、伊那地方は日本でも有数の林業地帯となり、伊那地方産の木材は、天竜川の舟運を利用して、下流の遠州灘沿岸に運搬されていた。この伊那地方産の木材は、明治以降に浜松で楽器産業が興った要因にもなっている。

### 近現代
明治維新期の廃藩置県では、伊那地方の幕府領は伊那県に、高島藩は高島県に、飯田藩は飯田県に、高遠藩は高遠県にそれぞれ再編されたが、1871年12月31日には全て筑摩県に編入された。そして、1876年8月21日に筑摩県が分割されると、長野県に編入された。
諏訪地方や上伊那郡の北端の辰野に1905年から1906年に中央本線が通じた一方、伊那谷は明治前中期の官営鉄道建設からは漏れたものの、1909年に伊那電気鉄道が開業し、1927年には伊那電・三信鉄道が伊那地方を縦貫するようになり、1937年8月には神宮前（名古屋市）から辰野まで5社による私鉄路線網が形成された（伊那電、三信鉄道を含めた私鉄四社が統合し、国有化した飯田線が発足したのは、第二次大戦中の1943年）。
他方、茅野と東信の田中を結ぶ私鉄が計画されて、1919年に佐久諏訪電気鉄道も発足したが開業すること無く破産。営業鉄道線ではないものの1944年には茅野 - 花蒔（長野県茅野市北山芹ヶ沢区）間に諏訪鉄山の褐鉄鉱輸送のための日本鋼管鉱業諏訪鉱業所茅野駅専用側線（諏訪鉄山鉄道）が敷設されたが、戦時末期の輸送混乱期だったため使命を果たすことなく2年余で撤去された。
1981年には中央自動車道が開通した。

## 地域
下伊那郡（南信州地域）
- 南信州広域連合を結成する。中心地は飯田。
- 江戸時代には幕府領や飯田藩などの所領であった[2]。
- 山間の村落が多く、中にはバスが通らず、自家用車が唯一の交通手段となっている所もある。

上伊那郡（上伊那地域）
- 上伊那広域連合を結成する。
- 天気予報では、「長野県南部」に属する。
- 江戸時代には広い地域で高遠藩の所領であった。一方太田切川・分杭峠以南の地域や現在の箕輪町や南箕輪村などは幕府領であり、前者は現在の下伊那と連続していた[2]。

諏訪郡（諏訪地域）
- 諏訪広域連合を結成する。前述の通り、中央本線・甲州街道・中山道の沿線なので、長野県中部として扱われる場合もある。
- 江戸時代には高島藩の所領であった[2]。

### 都市雇用圏（10% 通勤圏）の変遷
南信地方における都市雇用圏（10% 通勤圏）。一般的な都市圏の定義については都市圏を参照のこと。
- 10% 通勤圏に入っていない町村は、各統計年の欄で灰色かつ「-」で示す。

| 自治体 ('80) | 1980年                 | 1990年                 | 2000年                 | 2005年                 | 2010年                  | 2020年                 | 自治体 （現在） | 地域   |
| ------------ | ---------------------- | ---------------------- | ---------------------- | ---------------------- | ----------------------- | ---------------------- | --------------- | ------ |
| 諏訪市       | 諏訪 都市圏 11万4705人 | 諏訪 都市圏 10万9028人 | 諏訪 都市圏 13万0616人 | 諏訪 都市圏 13万3323人 | 諏訪 都市圏 20万4875人  | 諏訪 都市圏 19万8475人 | 諏訪市          | 諏訪   |
| 茅野市       | 諏訪 都市圏 11万4705人 | 諏訪 都市圏 10万9028人 | 諏訪 都市圏 13万0616人 | 諏訪 都市圏 13万3323人 | 諏訪 都市圏 20万4875人  | 諏訪 都市圏 19万8475人 | 茅野市          | 諏訪   |
| 原村         | 諏訪 都市圏 11万4705人 | 諏訪 都市圏 10万9028人 | 諏訪 都市圏 13万0616人 | 諏訪 都市圏 13万3323人 | 諏訪 都市圏 20万4875人  | 諏訪 都市圏 19万8475人 | 原村            | 諏訪   |
| 富士見町     | 諏訪 都市圏 11万4705人 | -                      | 諏訪 都市圏 13万0616人 | 諏訪 都市圏 13万3323人 | 諏訪 都市圏 20万4875人  | 諏訪 都市圏 19万8475人 | 富士見町        | 諏訪   |
| 岡谷市       | 岡谷 都市圏 11万2678人 | 岡谷 都市圏 10万9260人 | 岡谷 都市圏 8万0325人  | 岡谷 都市圏 7万7562人  | 諏訪 都市圏 20万4875人  | 諏訪 都市圏 19万8475人 | 岡谷市          | 諏訪   |
| 下諏訪町     | 岡谷 都市圏 11万2678人 | 岡谷 都市圏 10万9260人 | 岡谷 都市圏 8万0325人  | 岡谷 都市圏 7万7562人  | 諏訪 都市圏 20万4875人  | 諏訪 都市圏 19万8475人 | 下諏訪町        | 諏訪   |
| 辰野町       | 岡谷 都市圏 11万2678人 | 岡谷 都市圏 10万9260人 | 伊那 都市圏 14万1715人 | 伊那 都市圏 14万2453人 | 伊那 都市圏 19万0412人※ | -                      | 辰野町          | 上伊那 |
| 伊那市       | 伊那 都市圏 8万4003人  | 伊那 都市圏 11万1759人 | 伊那 都市圏 14万1715人 | 伊那 都市圏 14万2453人 | 伊那 都市圏 19万0412人※ | -                      | 伊那市          | 上伊那 |
| 高遠町       | 伊那 都市圏 8万4003人  | 伊那 都市圏 11万1759人 | 伊那 都市圏 14万1715人 | 伊那 都市圏 14万2453人 | 伊那 都市圏 19万0412人※ | -                      | 伊那市          | 上伊那 |
| 長谷村       | 伊那 都市圏 8万4003人  | 伊那 都市圏 11万1759人 | 伊那 都市圏 14万1715人 | 伊那 都市圏 14万2453人 | 伊那 都市圏 19万0412人※ | -                      | 伊那市          | 上伊那 |
| 宮田村       | 伊那 都市圏 8万4003人  | 伊那 都市圏 11万1759人 | 伊那 都市圏 14万1715人 | 伊那 都市圏 14万2453人 | 伊那 都市圏 19万0412人※ | -                      | 宮田村          | 上伊那 |
| 南箕輪村     | 伊那 都市圏 8万4003人  | 伊那 都市圏 11万1759人 | 伊那 都市圏 14万1715人 | 伊那 都市圏 14万2453人 | 伊那 都市圏 19万0412人※ | -                      | 南箕輪村        | 上伊那 |
| 箕輪町       | -                      | 伊那 都市圏 11万1759人 | 伊那 都市圏 14万1715人 | 伊那 都市圏 14万2453人 | 伊那 都市圏 19万0412人※ | -                      | 箕輪町          | 上伊那 |
| 駒ヶ根市     | -                      | -                      | -                      | -                      | 伊那 都市圏 19万0412人※ | -                      | 駒ヶ根市        | 上伊那 |
| 飯島町       | -                      | -                      | -                      | -                      | 伊那 都市圏 19万0412人※ | -                      | 飯島町          | 上伊那 |
| 中川村       | -                      | -                      | -                      | -                      | 伊那 都市圏 19万0412人※ | -                      | 中川村          | 上伊那 |
| 南信濃村     | -                      | -                      | -                      | 飯田 都市圏 17万1491人 | 飯田 都市圏 16万6652人  | 飯田 都市圏 15万2536人 | 飯田市          | 南信州 |
| 上村         | -                      | -                      | 飯田 都市圏 16万9427人 | 飯田 都市圏 17万1491人 | 飯田 都市圏 16万6652人  | 飯田 都市圏 15万2536人 | 飯田市          | 南信州 |
| 飯田市       | 飯田 都市圏 14万1286人 | 飯田 都市圏 14万6498人 | 飯田 都市圏 16万9427人 | 飯田 都市圏 17万1491人 | 飯田 都市圏 16万6652人  | 飯田 都市圏 15万2536人 | 飯田市          | 南信州 |
| 鼎町         | 飯田 都市圏 14万1286人 | 飯田 都市圏 14万6498人 | 飯田 都市圏 16万9427人 | 飯田 都市圏 17万1491人 | 飯田 都市圏 16万6652人  | 飯田 都市圏 15万2536人 | 飯田市          | 南信州 |
| 上郷町       | 飯田 都市圏 14万1286人 | 飯田 都市圏 14万6498人 | 飯田 都市圏 16万9427人 | 飯田 都市圏 17万1491人 | 飯田 都市圏 16万6652人  | 飯田 都市圏 15万2536人 | 飯田市          | 南信州 |
| 高森町       | 飯田 都市圏 14万1286人 | 飯田 都市圏 14万6498人 | 飯田 都市圏 16万9427人 | 飯田 都市圏 17万1491人 | 飯田 都市圏 16万6652人  | 飯田 都市圏 15万2536人 | 高森町          | 南信州 |
| 下條村       | 飯田 都市圏 14万1286人 | 飯田 都市圏 14万6498人 | 飯田 都市圏 16万9427人 | 飯田 都市圏 17万1491人 | 飯田 都市圏 16万6652人  | 飯田 都市圏 15万2536人 | 下條村          | 南信州 |
| 喬木村       | 飯田 都市圏 14万1286人 | 飯田 都市圏 14万6498人 | 飯田 都市圏 16万9427人 | 飯田 都市圏 17万1491人 | 飯田 都市圏 16万6652人  | 飯田 都市圏 15万2536人 | 喬木村          | 南信州 |
| 豊丘村       | 飯田 都市圏 14万1286人 | 飯田 都市圏 14万6498人 | 飯田 都市圏 16万9427人 | 飯田 都市圏 17万1491人 | 飯田 都市圏 16万6652人  | 飯田 都市圏 15万2536人 | 豊丘村          | 南信州 |
| 阿智村       | 飯田 都市圏 14万1286人 | 飯田 都市圏 14万6498人 | 飯田 都市圏 16万9427人 | 飯田 都市圏 17万1491人 | 飯田 都市圏 16万6652人  | 飯田 都市圏 15万2536人 | 阿智村          | 南信州 |
| 清内路村     | -                      | 飯田 都市圏 14万6498人 | 飯田 都市圏 16万9427人 | 飯田 都市圏 17万1491人 | 飯田 都市圏 16万6652人  | 飯田 都市圏 15万2536人 | 阿智村          | 南信州 |
| 泰阜村       | -                      | 飯田 都市圏 14万6498人 | 飯田 都市圏 16万9427人 | 飯田 都市圏 17万1491人 | 飯田 都市圏 16万6652人  | 飯田 都市圏 15万2536人 | 泰阜村          | 南信州 |
| 浪合村       | -                      | -                      | 飯田 都市圏 16万9427人 | 飯田 都市圏 17万1491人 | 飯田 都市圏 16万6652人  | 飯田 都市圏 15万2536人 | 阿智村          | 南信州 |
| 松川町       | -                      | -                      | 飯田 都市圏 16万9427人 | 飯田 都市圏 17万1491人 | 飯田 都市圏 16万6652人  | 飯田 都市圏 15万2536人 | 松川町          | 南信州 |
| 阿南町       | -                      | -                      | 飯田 都市圏 16万9427人 | 飯田 都市圏 17万1491人 | 飯田 都市圏 16万6652人  | 飯田 都市圏 15万2536人 | 阿南町          | 南信州 |
| 天龍村       | -                      | -                      | -                      | 飯田 都市圏 17万1491人 | 飯田 都市圏 16万6652人  | 飯田 都市圏 15万2536人 | 天龍村          | 南信州 |
| 売木村       | -                      | -                      | -                      | -                      | 飯田 都市圏 16万6652人  | -                      | 売木村          | 南信州 |
| 平谷村       | -                      | -                      | -                      | -                      | -                       | -                      | 平谷村          | 南信州 |
| 根羽村       | -                      | -                      | -                      | -                      | -                       | -                      | 根羽村          | 南信州 |
| 大鹿村       | -                      | -                      | -                      | -                      | -                       | -                      | 大鹿村          | 南信州 |

- 1984年12月1日 - 鼎町が飯田市に編入。
- 1993年7月1日 - 上郷町が飯田市に編入。
- 2005年10月1日 - 上村、南信濃村が飯田市に編入。
- 2006年1月1日 - 浪合村が阿智村に編入。
- 2006年3月31日 - 伊那市、高遠町、長谷村が新設合併し、伊那市が発足。
- 2009年3月31日 - 清内路村が阿智村に編入。

### 都市圏（国土交通省）
国土交通省が基準として定めている都市圏では以下の市町村が含まれる（2000年現在）。
飯田市都市圏
- 飯田市
- 下伊那郡（売木村及び根羽村を除く）
- 上伊那郡（中川村）

### 都市圏（民力）
朝日新聞社発行の「民力」で定義されている都市圏は以下の通り（2015年現在）。
岡谷市都市圏
- 岡谷市
- 下諏訪町（諏訪郡）
- 辰野町（上伊那郡）

諏訪市都市圏
- 諏訪市

茅野市都市圏
- 茅野市
- 富士見町（諏訪郡）
- 原村（諏訪郡）

伊那市都市圏
- 伊那市
- 箕輪町（上伊那郡）
- 南箕輪村（上伊那郡）

駒ヶ根市都市圏
- 駒ヶ根市
- 飯島町（上伊那郡）
- 中川村（上伊那郡）
- 宮田村（上伊那郡）

飯田市都市圏
- 飯田市
- 下伊那郡全域

### 昼夜間人口比
2020年国勢調査によれば、昼夜間人口比が100%を超え、流入超過となっている自治体は諏訪市（106.56%）、飯田市（103.91%）、駒ヶ根市（103.85%）、伊那市（100.83%）、大鹿村（109.38%）、富士見町（107.95%）、阿南町（103.44%）、売木村（103.10%）、阿智村（102.78%）、天龍村（100.08%）となっている。

### 生活圏間流動
国土交通省の「全国幹線旅客純流動調査」（第6回、2015年度）の生活圏間流動において、諏訪・伊那及び飯田を出発地とする目的地は以下のようになっている。ただし、同調査では同じ都道府県内の生活圏へのデータがないため、それらを除く。
※207地域生活圏 「諏訪・伊那」は諏訪地域と上伊那地域を、「飯田」は南信州地域を指す。
※甲信越地方は白地、東海北陸地方（甲信越以外の中部地方）は「■」、それ以外は「■」。
出発地：諏訪・伊那
| 順 | 目的地   | 万人/年 |
| 1  | 峡北     | 151.1   |
| 2  | 国中     | 107.2   |
| 3  | 東京23区 | 84.4    |
| 4  | 相模原   | 62.3    |
| 5  | 多摩     | 55.2    |
| 6  | 豊田     | 40.1    |
| 7  | 横浜     | 22.0    |
| 8  | 名古屋   | 21.1    |
| 9  | 川越     | 19.5    |
| 10 | 船橋     | 19.4    |

出発地：飯田
| 順 | 目的地   | 万人/年 |
| 1  | 豊田     | 63.2    |
| 2  | 東三河   | 42.5    |
| 3  | 静岡西部 | 36.7    |
| 4  | 東濃     | 29.5    |
| 5  | 名古屋   | 26.5    |
| 6  | 東京23区 | 15.6    |
| 7  | 郡内     | 10.1    |
| 8  | 相模原   | 7.9     |
| 9  | 川越     | 7.4     |
| 10 | 多摩     | 7.3     |

## 交通

### 鉄道
- 東日本旅客鉄道中央本線（Suica利用可能区間：岡谷駅 - 信濃境駅）
  - 辰野支線
- 東海旅客鉄道飯田線

### 道路
高速道路
- E19E20中央自動車道
- E19長野自動車道
- E69三遠南信自動車道（建設中）

国道
- 国道20号
- 国道151号
- 国道153号
- 国道142号
- 国道152号
- 国道256号
- 国道361号

道の駅
- 道の駅信州蔦木宿
- 道の駅ビーナスライン蓼科湖
- 道の駅南アルプスむら長谷
- 道の駅花の里いいじま
- 道の駅信濃路下條
- 道の駅遠山郷
- 道の駅信州新野千石平
- 道の駅信州平谷

### 空港
松本空港（松本市・塩尻市）か中部国際空港（知多半島沖）が最寄りの空港である。

### タクシー
タクシーの営業区域
- 諏訪交通圏
  - 岡谷市、諏訪市、茅野市、下諏訪町
- 飯田市A - 飯田市（飯田地区）
- 飯田市B - 飯田市（上村地区・南信濃地区）
- 伊那市A - 伊那市（伊那地区）
- 伊那市B - 伊那市（高遠地区・長谷地区）
- 駒ヶ根市 - 市域に同じ
- 諏訪郡A - 富士見町、原村
- 上伊那郡A - 辰野町、箕輪町、南箕輪村
- 上伊那郡B - 宮田村
- 上伊那郡C - 飯島町、中川村
- 下伊那郡 - 郡域に同じ

### 自動車のナンバープレート
諏訪地域（岡谷市、諏訪市、茅野市、諏訪郡）を対象として、2006年10月10日以降、ご当地ナンバーとして「諏訪」ナンバーが交付されており、さらに南信州地域（飯田市、下伊那郡）を対象として、2025年5月7日以降、「南信州」ナンバーが交付される。

## メディア
新聞
- 長野日報（本社諏訪市。諏訪地域で諏訪版、上伊那地域で伊那版を発行）
- 信州市民新聞グループ
- 伊那毎日新聞（伊那市、2008年廃刊）
- 南信州新聞（飯田市）

FMラジオ局
- エルシーブイFM769
- 飯田エフエム放送

## 特産品
食品
- 信州諏訪みそ天丼（諏訪市）
- ローメン（伊那市）
- ソースかつ丼（駒ヶ根市）

工芸品
- 水引細工（飯田）

### 信州・天竜川どんぶり街道の会

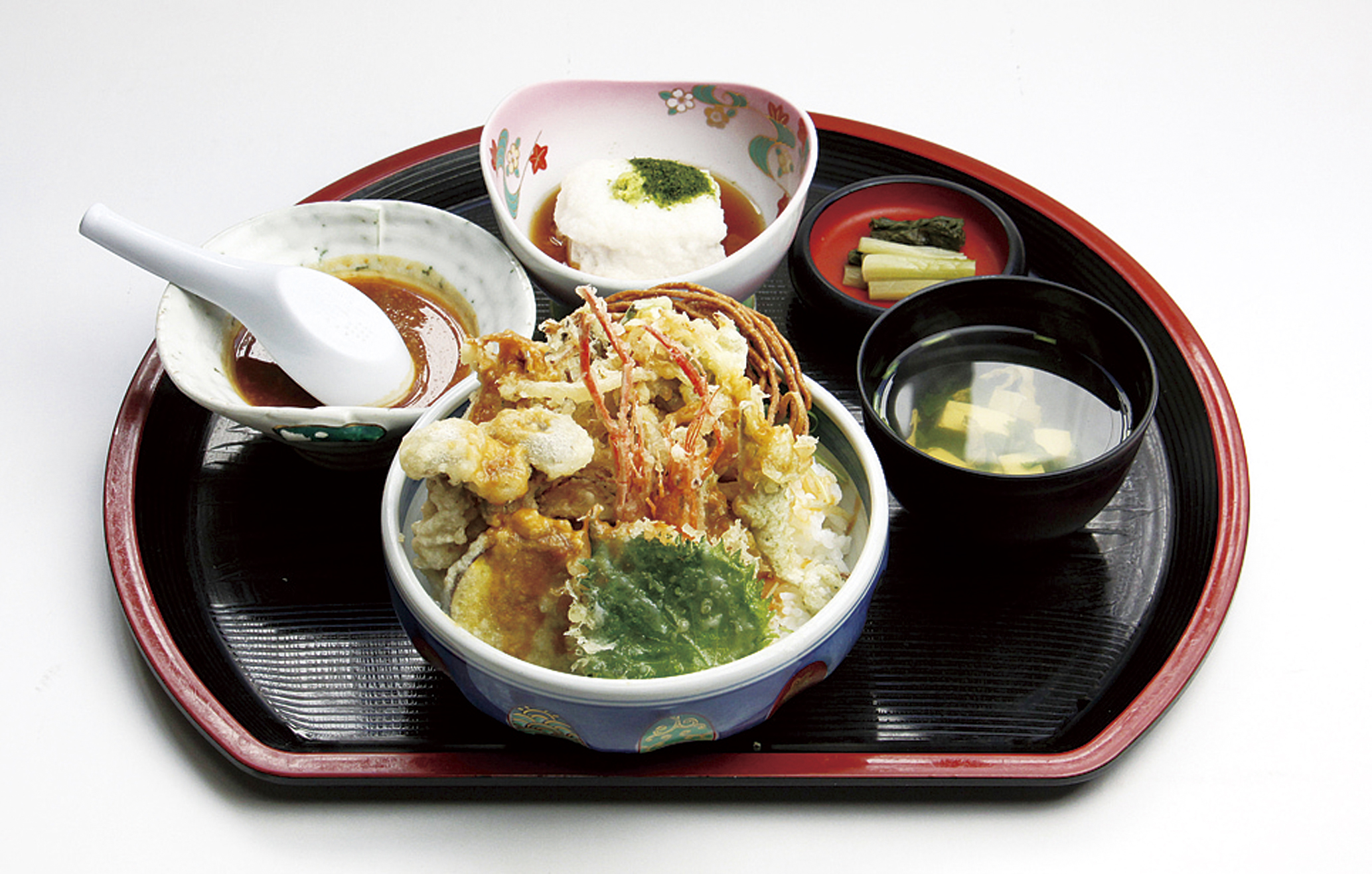
信州諏訪みそ天丼

2009年（平成21年）11月11日、南信地方9市町村の9団体（店舗数150以上）によって発足した。各団体ごとにご当地グルメとしての丼物（ご当地丼）を開発し、地域おこしにつなげる。加盟団体およびメニューは下記の通り。
- 信州諏訪みそ天丼会「信州諏訪みそ天丼」（諏訪市）
- 信州うなぎのまち岡谷の会「うな丼」（岡谷市）
- 信州辰野名物ほたる丼の会「ほたる丼」（辰野町）
- 伊那ソースかつ丼会「ソースかつ丼」（伊那市）
- 宮田名物丼プロジェクトチーム「紫輝彩丼」（宮田村）
- 駒ヶ根ソースかつ丼会「ソースかつ丼」（駒ヶ根市）
- 信州・飯島さくら（馬）を咲かす会「さくら丼」（飯島町）
- 松川ごぼとん丼会「ごぼとん丼」（松川町）
- 飯田どんぶり会「II-CUPヌーベル飯田丼」、「鹿味噌グリル丼」（飯田市）
- 高森町ご当地グルメ検討委員会「アルプスサーモン丼」（高森町）